# Rodalies de Catalunya
Le Rodalíes de Catalunya sono il complesso delle linee del servizio ferroviario suburbano dell'area metropolitana di Barcellona, che svolgono una parte fondamentale nel sistema di trasporto pubblico della città catalana.
La rete è stata costruita a forma radiale per unire Barcellona alle altre località dell'area metropolitana. Attualmente tutte le linee passano da Barcellona e molte di queste terminano oltre i confini della provincia di Barcellona o dell'area metropolitana. A partire dal 1º gennaio 2010 la Generalitat de Catalunya gestisce per intero il servizio di Rodalíes in tutta la Catalogna.
Rodalíes de Catalunya è un marchio commerciale di Renfe Operadora, ma le linee di Ferrocarrils de la Generalitat de Catalunya (FGC) sono anch'esse considerate un servizio di Cercanías. La rete è composta da 15 linee, di cui sei gestite da Renfe e le rimanenti nove da FGC.
Le due compagnie utilizzano nomenclature distinte per le loro linee: FGC distingue le proprie linee di Cercanías con la lettera R e quelle suburbane con la lettera S, mentre Renfe con la R. Nel resto del paese la rete di Cercanías utilizza unicamente la lettera C, solo in Catalogna è utilizzata la R per via dalla denominazione in lingua catalana di Rodalies.
I servizi di Cercanías operano principalmente per la provincia di Barcellona, collegando gli abitati della provincia con il capoluogo catalano. I treni di Cercanías arrivano anche in due comarche catalane delle province di Gerona e Tarragona.
I biglietti sono integrati nel sistema tariffario, coordinato dall'autorità del trasporto metropolitano, e permettono di viaggiare sulle altre linee di FGC o Renfe o anche con la metropolitana, con il Trambaix, con il Trambesòs o con gli autobus.

## Materiale rotabile

### Renfe Operadora
- 463, 464 e 465: vetture Civia, prodotte da Alstom, le più recenti in circolazione sulla linea.
- 447: è la serie più numerosa presente a Barcellona.
- 450/451: treni a due piani composti da sei vagoni, nel caso del 450 e dal tre vagoni nel caso del modello 451.

Le unità del tipo 440 sono state dismesse dal servizio di Cercanias, le uniche che rimangono sono in uso per le linee regionali assieme alle 470, che sono sostanzialmente uguali alle 440.

### FGC
- 112 FGC: costruite da CAF e ABB/ADTranz/Bombardier Transportation, circolano solo nella linea del Metro del Vallés e non possono comunicare tra le carrozze.
- 113: costruite da CAF e Alstom, i più moderni in FGC
- 114: costruite da CAF e Alstom
- 213 FGC: costruite da CAF e dall'antica ADTranz.

## Linee

### Gestite da Renfe Operadora
| Linea | Percorso |
| ----- | --- |
|       | Molins de Rei - L'Hospitalet del Llobregat - Mataró - Arenys de Mar - Calella - Blanes - Maçanet-Massanes                        |
|       | Aeroport - Granollers Centre - Sant Celoni - Maçanet-Massanes                                                                    |
|       | Castelldefels - Granollers Centre                                                                                                |
|       | Sant Vicenç de Calders - Vilanova i Geltrú - Castelldefels - Estació de França                                                   |
|       | L'Hospitalet del Llobregat - Granollers Canovelles - La Garriga - Vic - Ripoll - Ribes de Fresser - Puigcerdà - La tor de Querol |
|       | Sant Vicenç de Calders - Vilafranca del Panedès - Martorell - L'Hospitalet del Llobregat - Sabadell - Terrassa - Manresa         |
|       | Sant Andreu Arenal - Cerdanyola Universitat                                                                                      |
|       | Martorell - Granollers Centre (vía Cerdanyola Universitat)                                                                       |

### Gestite da FGC

#### Linea Barcelona-Vallès
| Linea | Percorso                                                         |
| ----- | ---------------------------------------------------------------- |
|       | Barcelona-Plaça Catalunya - Sant Cugat - Terrassa-Nacions Unides |
|       | Barcelona-Plaça Catalunya - Sant Cugat - Sabadell-Parc del Nord  |

#### Linea Llobregat-Anoia
| Linea | Percorso                                                                      |
| ----- | ----------------------------------------------------------------------------- |
|       | Barcelona-Plaça Espanya - Can Ros                                             |
|       | Barcelona-Plaça Espanya - Martorell Enllaç - Olesa de Montserrat              |
|       | Barcelona-Plaça Espanya - Martorell Enllaç                                    |
|       | Barcelona-Plaça Espanya - Quatre Camins                                       |
|       | Barcelona-Plaça Espanya - Martorell Enllaç - Manresa Baixador                 |
|       | Barcelona-Plaça Espanya - Martorell Enllaç - Igualada                         |
|       | Barcelona-Plaça Espanya - Martorell Central - Manresa Baixador (semi-diretta) |
|       | Barcelona-Plaça Espanya - Martorell Central - Igualada (semi-diretta)         |

## Incidenti
- Durante gli ultimi anni le linee di cercanias di Renfe sono state implicate in numerosi incidenti e avarie che si moltiplicati a causa delle opere della L.A.V. Madrid-Zaragoza-Barcelona-Frontera Francesa nell'area metropolitana di Barcellona. In risposta, la compagnia ha introdotto la cosiddetta Devolución XPRESS, che facilita il rimborso del biglietto ai viaggiatori che subiranno ritardi di più di quindici minuti. A sua volta il ministero ha aumentato gli investimenti nell'infrastruttura ferroviaria.
- Nel mese di ottobre 2007, a causa di un incidente nelle opere della L.A.V. sopra citata, sono stati interrotti i servizi della linea 10, in parte anche della linea 2 sud e indirettamente anche della linea 7. Più di 160.000 persone furono, (direttamente o indirettamente) colpite da questo incidente, per ripagare dei danni subiti il ministero ha deciso di rendere gratuito l'utilizzo delle linee colpite.